# أرون هارجريفز
أرون هارجريفز هو لاعب كرة قدم كندية كندي، ولد في 26 يناير 1986 في Ladner, British Columbia ‏ في كندا.